# リナ・コステンコ
リナ・ヴァシリヴナ・コステンコ（宇: Лі́на Васи́лівна Косте́нко、1930年3月19日 - ）はウクライナの詩人および作家である。現代ウクライナ文学の代表的な詩人のひとりであり、ソヴィエト体制の抑圧、世界大戦の戦禍、ソ連崩壊とウクライナ独立を経験しながら創作を続けた。

## 経歴

### 幼少期
キーウ州の都市ルジーシチウに生まれる。父ワシーリは数学と歴史の教師、母ジナイーダは化学の教師だった。ワシーリは体制への批判精神を持っていたためソヴィエト当局に警戒され、1930年に転勤でルハンスク地方に引っ越したのちに逮捕された。スターリン体制のもとで大粛清やホロドモールが起きて一家は困窮し、リナはルジーシチウにある母方の祖母の家で暮らした。幼少期の記憶は祖母との暮らしが中心であり、祖母から学んだこととして、人をからかってはいけないこと、嘘をついてはいけないことを挙げている。また、祖母の家にあった庭の記憶は、のちに詩の題材にもなった。1936年に祖母とともにキーウに移るが、独ソ戦を経験する。当時のリナは11歳から13歳の時期で、キーウを占領したドイツ軍から隠すために家族によって屋根裏に匿われた事もあった。

### 学生時代
キーウの解放後はクレフニカ地区に引っ越し、母が勤める学校に入学する。この頃から詩作を始めており、1945年コムソモールが開催した詩のコンクールに入賞した。当時は社会主義リアリズムの作品として称賛されたが、後年のコステンコはこの作風を放棄する。父ワシーリは逮捕以降にさまざまな職業を転々として、兵役についたのちに反動思想の持ち主として懲役10年の刑に服した。ワシーリはユーモアのセンスを失わなかったとコステンコは回想しており、ワシーリは裁判で「あなた方の赤い国旗で脅すことができるのは、闘牛くらいのものです」と語ったという。
モスクワのマクシム・ゴーリキー文学研究所で学び、ソ連や東欧各国から集まった学生と交流し、劇場や美術館に通った。のちに夫となるポーランドのイェジ・ヤン・パフリョフスキとも大学時代に出会っている。ソ連体制下においても文学研究所には独立精神の気風があり、学生たちはそれぞれの母語で創作を行なっていた。コステンコはウクライナ語で創作をしたが、ロシア人から侮辱される経験もした。

### 作家時代
マクシム・ゴーリキー文学研究所を優秀な成績で卒業し、3冊の詩集を出版した。『Проміння земл（地球の光）』(1957年）、『Вітрила（帆）』（1958年）、そして『Мандрівки серця（心の旅）』（1958年）である。これらの作品で新世代の作家として知られるようになった。コステンコは「60年代人」と呼ばれる世代に含まれており、この集団は1950年代に出版活動を開始し、1960年代初頭に最盛期を迎えた。
コステンコが住んでいたクレフニカは、かつてユダヤ人が虐殺されたバビ・ヤールに近く、産廃ダムの決壊で多数の死者を出したクレフニカ土砂崩れの現場にもなり、コステンコのクラスメイトも犠牲となった。しかし当初は事故の発生そのものが隠蔽され、事故現場の目前で暮らしていたコステンコには「真実というものを認める能力を欠いた権力というシステムに対する、絶対的な不信感」が生まれた。1960年代には、新世代の詩人であるコステンコ、イワン・ドラチ、ミコラ・ヴィンフラノスキーの3人がウクライナ共産党によって形式主義的トリックとして批判された。1963年に出版予定だった詩集『星のインテグラル』は発禁処分となった。これらの作品はサミズダート組織によって地下で流通した。
再び出版を許可されたのは、16年後の『永遠の河のほとりで』（1977年）からだった。1986年にチョルノービリ原子力発電所事故が起きた際は、クレフニカでの経験にもとづいて官製の情報に頼らずに立入禁止区域に通った。キーウ・モヒーラ・アカデミー国立大学の名誉教授となり、2002年にチェルニウツィー国立大学から名誉学位を取得した。

## 作品
詩作においては、優美さと不屈の精神という一見相対する特徴を持つ。激しい手法や表現が、たおやかさ・ウィット・ユーモアと共に存在し、２つの資質が手を取り合うように表現されている。ソ連からの独立後に書かれた『十字路のマドンナ』（2012年）では、互いに無関心な人々が我先に急ぐ十字路と、そこでひたむきに祈り祝福する聖母が対比され、現代ウクライナの不安が描かれている。
17世紀のウクライナの民族音楽歌手マルーシャ・チュラーイについての歴史小説である『マルーシャ・チュラーイ (小説)』（1979年）を執筆し、1987年にこの作品でウクライナで最も権威ある文学賞であるシェフチェンコ・ウクライナ国家賞を受賞した。
現代ウクライナ人の生活もテーマとし、小説『ウクライナのいかれた人の日記』（2010年）を発表して好評を得た。30代のプログラマーがオレンジ革命を経験し、1990年代から2000年代のウクライナ社会の変化や家族関係、アイデンティティを語るという内容だった。『Zona vidčužennja (疎外地帯)』や『ウクライナのいかれた人の日記』は、チョルノービリ原発事故が影響している。1989年には『Snih u Florenciji (フィレンツェの雪)』を執筆し、1994年にイタリアでペトラルカ賞を受賞した。
1993年、映画『Čornobyl': Tryzna』（「チェルノブイリ：葬儀の通夜」）の脚本を書いた。1999年に、急速な普及を運命づけられた別の詩小説『ベレステチコ』を出版した。『ライラックの王様』と呼ばれる児童書も出版された。

## 私生活
キーウに住み、2人の子供がいる。そのうちの1人、オクサナ・パフロフスカは、ローマ・ラ・サピエンツァ大学でウクライナ語とウクライナ文学を教えている。

## 主な著作
- Intarsi（L. Calvi 訳）、Piovan Editore、パドヴァ 1994年 (フランチェスコ ペトラルカ賞）
- Проміння земл（地球の光線）、1957年。
- Вітрила（帆）、1958年。
- Мандрівки серця（心の旅）、1961年。
- ポエジジ（詩）、ボルチモア-パリ-トロント、1969年。
- Nad berehamy Vičnoji Riky（永遠の川のほとりで）。
- マルシャ・チュライ（マルシャ・チュライ）1979年、1982年、1990年。（シェフチェンコ賞）
- Неповторність（独自性）、1980年。
- Сад нетанучих скульптур（溶けない彫刻の庭）、1987年。
- Skìfs'ka Odisèja（スキタイのオデュッセイア）、1989年
- ヴィブレーン（入選作品）1989年。
- Kòrotko - jak diàgnoz（短い、診断のような）、1994年。
- Posmertna zustrič Pushkina（プーシキンとの死後の会談）
- Берестечко（白樺の木）、1998年。
- Zona vidčužennja（疎外地帯）
- Zapysky ukrajins'kogo samašedšoho（狂ったウクライナ人の日記）